# Tipula (Mediotipula) stigmatella
Tipula (Mediotipula) stigmatella is een tweevleugelige uit de familie langpootmuggen (Tipulidae). De soort komt voor in het Palearctisch gebied.